# إطار القراءة المفتوح عكس الاتجاه

مخطط يوضح مغم 5' لرنا رسول ومن بينها إطار القراءة المفتوح عكس الاتجاه بين كودون البداية والنهاية بخط أحمر.

إطار القراءة المفتوح عكس الاتجاه واختصارا (يوأورف: uORF) هو إطار قراءة مفتوح يقع في المنطقة غير المترجمة 5' من الرنا الرسول الخاص بحقيقيات النوى (عكس الاتجاه بالنسبة لإطار القراءة المفتوح الرئيسي) ويقوم بتنظيم ترجمة إطار القراءة المفتوح الرئيسي للرنا الرسول، غالبا بتثبيط ترجمته. توجد حالات قليلة (مثل جين Gcn4 لدى الخميرة) يقوم فيها اليوأورف بتعزيز ترجمة إطار القراة المفتوح الرئيسي.
يُعرّف اليوأورف على أنه تسلسل يبدأ بكودون بدء في المنطقة غير المترجمة 5' وينتهي بكودون توقف في الإطار (في نفس إطار القراءة) قبل نهاية تسلسل إطار القراءة المفتوح الرئيسي ويبلغ طوله على الأقل 9 نوكليوتيدات بما في ذلك كودون التوقف. حوالي 50% من الجينات البشرية تملك يوأورفا في المنطقة غير المترجمة 5' ومعظمها يثبط ترجمة إطار القراءة المفتوح الرئيسي، وتملك بعض الجينات أكثر من يوأورف واحد.
تخفض اليوأورفات التعبير عن البروتين بنسبة 30-80% مع تأثير صغير على مستويات الرنا الرسول، وهي متعددة الأشكال [الإنجليزية] ويسبب تطفرها أمراضا للإنسان ويُخفض بشكل كبير التعبير عن إطاراتها المفتوحة الرئيسية.
تسمى نواتج ترجمة اليوأورفات بالميكروببتيدات ويمكن تميزها عن المحتوى الخلوي بواسطة مطيافية الكتلة، ويشارك بعضها في تنظيم الترجمة أو الارتباط ببروتينات أخرى في الخلية والتأثير على مسارات أخرى.